# Hospital de la Santa Creu i Sant Pau
L'Hospital de la Santa Creu i Sant Pau, noto anche come Hospital de Sant Pau, è un edificio situato nel distretto Guinardò di Barcellona.
Realizzato dall'architetto Lluís Domènech i Montaner, l'Hospital viene citato fra i migliori esempi del modernismo catalano. Ha i materiali e la decorazione tipici di un modernismo di ispirazione neogotica, evidenziando la profusione di ceramiche, con funzioni profilattiche e decorative, mattoni a vista e sculture che incorporano un'ampia iconografia dove viene mostrata la visione religiosa e storicista dell'autore. Nel 1997, insieme al Palau de la Música Catalana, è stato dichiarato Patrimonio dell'umanità dall'UNESCO.
Composto da 12 padiglioni collegati attraverso lunghe gallerie sotterranee all'interno del suo grande spazio verde, è stato un ospedale pienamente funzionante fino al giugno 2009, quando il nuovo ospedale è stato aperto accanto ad esso. Ha subito un restauro per essere utilizzato come museo e centro culturale e ha riaperto nel 2014. Importante capolavoro storico e architettonico, l'edificio offre anche spazi di lavoro a organizzazioni sociali di alto profilo come l'OMS, il Banco Farmacéutico, il Barcelona Health Hub, l'EMEA, UN-HABITAT e altre ancora. Il centro culturale dispone anche di un archivio storico dove si possono trovare atti e documenti di eventi notevoli legati all'ospedale e alla città.

## Storia

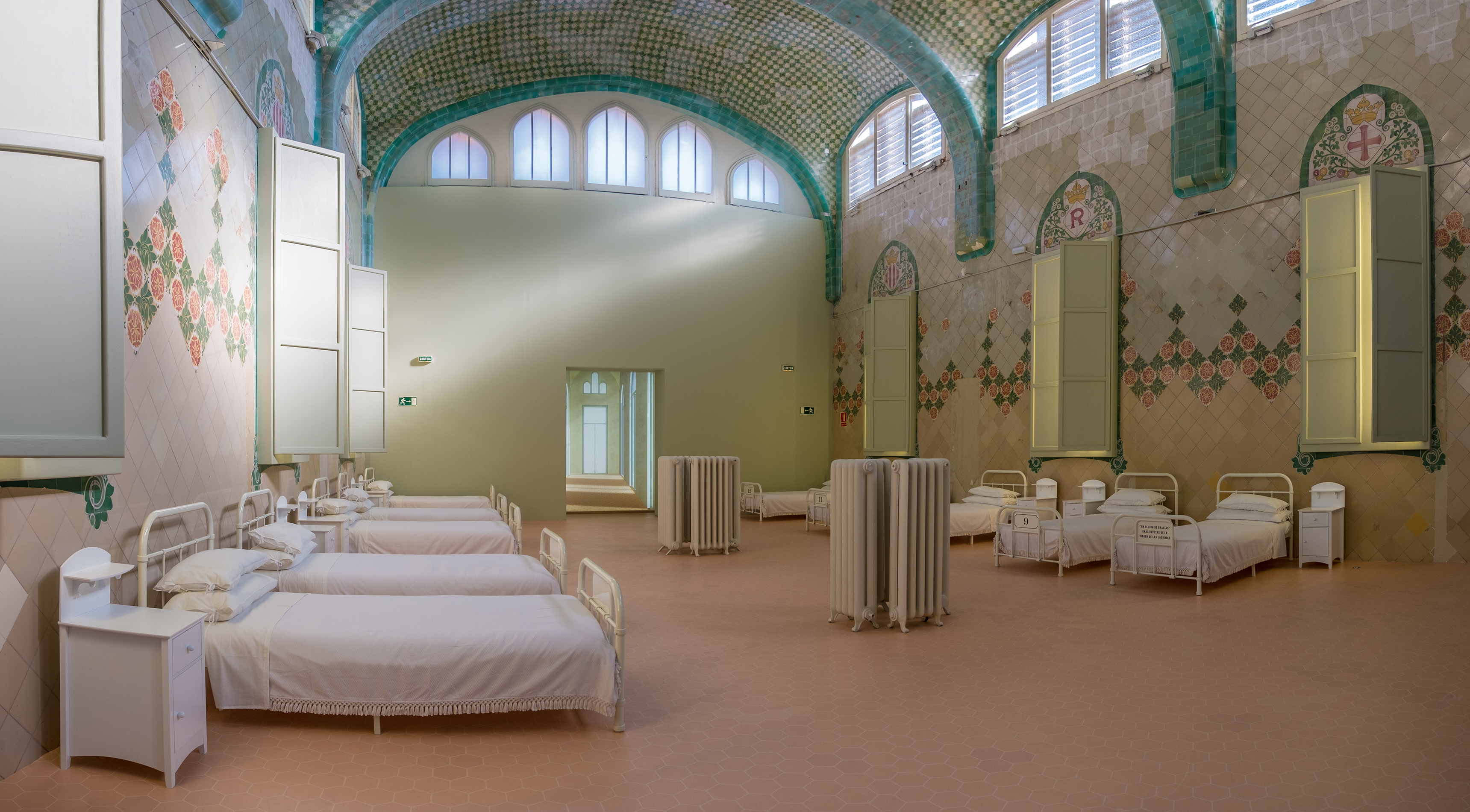
Interno dell'ospedale

Sebbene gli attuali 26 edifici risalgano al XX secolo, l'Hospital de la Santa Creu (l'ultima parte del nome, "Sant Pau", è stata aggiunta in onore del banchiere Pau Gil, che pagò i nuovi edifici nel XX secolo) fu fondato nel 1401 quando si fusero sei piccoli ospedali medievali. I vecchi edifici dell'ospedale, vicino al centro di Barcellona, risalgono al XV secolo e oggi ospitano una scuola d'arte, la Escola Massana, e la Biblioteca de Catalunya.
La costruzione iniziale dell'edificio iniziò nel 1401 e fu completata nel 1450. Più tardi, nel XVII secolo, al complesso si aggiunse l'edificio della Casa Convalescència. In seguito alla sua distruzione, dovuta ad un incendio avvenuto nel 1887, e con l'espansione della città, nel 1902 iniziò la costruzione di un nuovo ospedale progettato da Lluís Domènech i Montaner. Il piano originale di Domènech prevedeva 48 edifici, 27 dei quali furono effettivamente realizzati. La costruzione dell'edificio venne diretta da Domenech dal 1902 fino al 1923 (anno della sua morte) e terminata dal figlio Pere Domènech Roura nel 1930.
Nel 1991, l'ospedale è stato insignito della Croce di San Giorgio dalla Generalitat de Catalunya.
Nel 2003 è stato eretto un nuovo edificio ospedaliero a nord dei padiglioni modernisti di Domènech i Montaner, dove si sono trasferiti quasi tutti i reparti. Tuttavia, alcuni reparti come la Banca del sangue e dei tessuti, il reparto di radiografia e il reparto di fisioterapia rimangono in alcuni dei vecchi edifici.

## Restauro

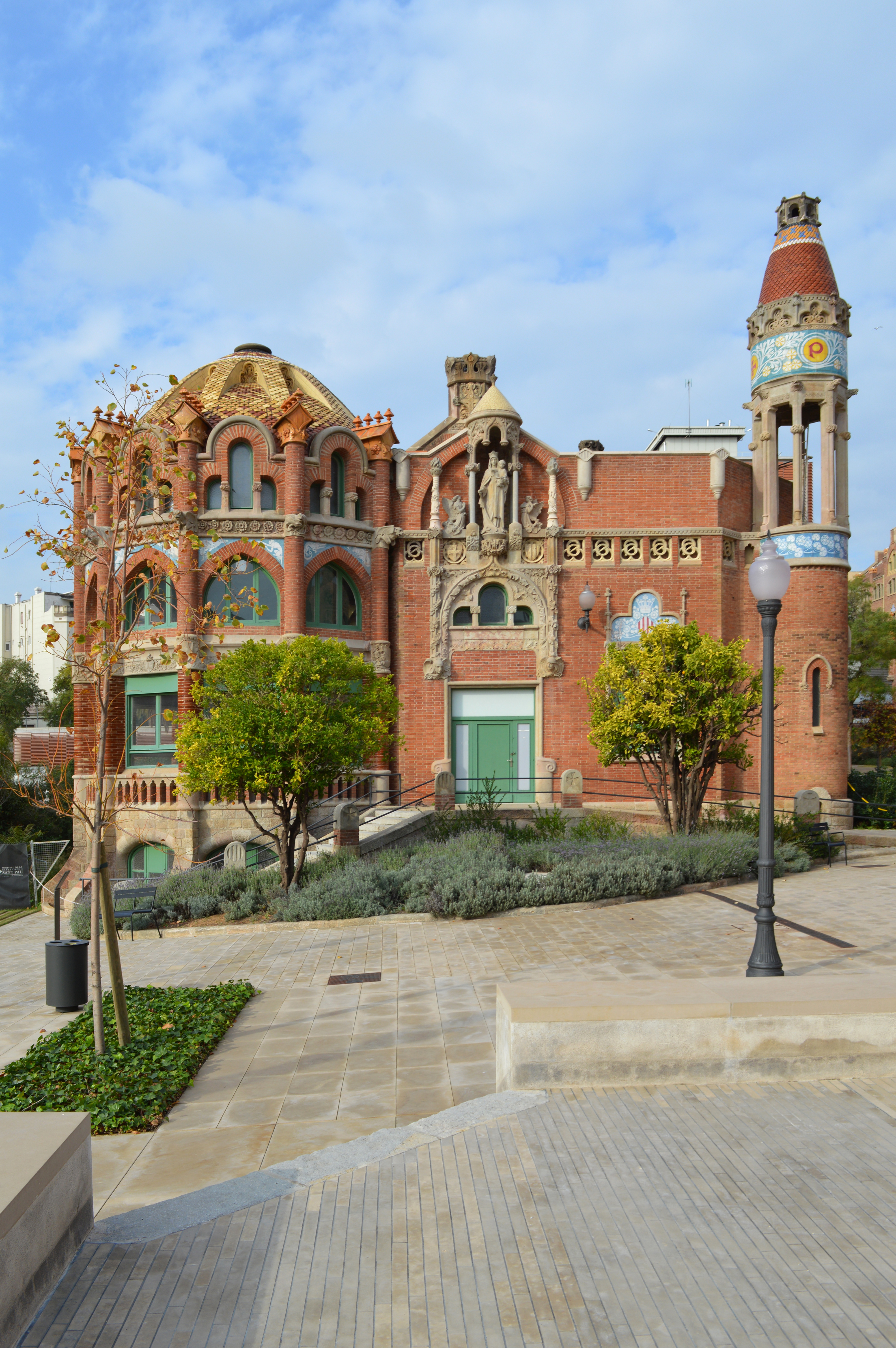
Pavelló de Nostra Senyora del Carme, nel 2015

Nel 2009 è iniziato un meticoloso restauro del complesso. Un Comitato per il Patrimonio ha coordinato il processo e ha assicurato la qualità degli interventi. Oltre 30 team di esperti e architetti hanno preso parte al restauro. La configurazione originaria degli edifici è stata evidenziata attraverso l'esame degli archivi storici precedenti agli interventi.
Nel restauro sono stati inclusi un'area costruita di 29.517 metri quadrati e uno spazio esterno di 31.052 metri quadrati. Finanziato dal Fondo Europeo di Sviluppo Regionale, dalla Generalitat de Catalunya, dal governo spagnolo, dall'IDAE, dal Comune di Barcellona, dal Consiglio Provinciale di Barcellona, dal CEB e dalla fondazione privata Hospital de la Sant Creu i Sant Pau, il progetto ha avuto un budget totale di 100 milioni di euro.
Il progetto di restauro ha avuto tre obiettivi principali.
- riportare l'edificio al suo stato originale rafforzando la struttura e rimuovendo tutti gli elementi aggiunti nelle fasi successive della sua vita.
- enfatizzare gli elementi ornamentali con materiali adatti al design originale degli edifici.
- adattare il complesso alle esigenze contemporanee e alle possibili destinazioni d'uso alternative senza rinunciare alla sua autenticità.[9]

Gli obiettivi relativi al restauro degli edifici sono stati realizzati in tre fasi. In primo luogo, la struttura e il piano originali sono stati recuperati eliminando le strutture che non erano nel piano originale. Successivamente, sono state rafforzate le infrastrutture e le strutture di supporto come le travi di ferro e l'intelaiatura. Nuovi ambienti sotterranei e un nuovo perimetro di colonne sono stati costruiti per contribuire alla funzionalità dell'edificio senza sconvolgere la sua facciata.

## Descrizione

### La facciata
Il corpo centrale della facciata principale è strutturato come una pala d'altare in tre treni verticali, ognuno dei quali è delimitato da quattro lesene su tre piani. Al primo piano queste sono in pietra, nei due piani superiori in mattoni. Al livello inferiore si aprono tre porte di accesso, i cui portali sono voltati con archivolti che sorreggono medaglioni di tegole bianche e azzurre, in cui si ripetono quattro elementi: le iniziali "P" e "G" del fondatore, una croce di zampa come simbolo del precedente ospedale e i pali dello stemma di Barcellona. Questi elementi iconografici si ripetono anche in vari punti del recinto. Tali piastrelle blu e bianche furono ampiamente utilizzate anche da Domènech i Montaner a Casa Thomas (1895-1998), Fonda España (1898-1903)  e dal Seminario Mayor di Comillas (prima del 1904).
I portali sono fiancheggiati da quattro colonne di pietra in cui sono inglobate grandi sculture a forma di erme, che ricordano gli angeli di Otto Wagner a Vienna. Sono opera di Pablo Gargallo e simboleggiano le tre virtù teologali della fede, della speranza e dell'amore, nonché le buone opere che devono necessariamente accompagnare queste virtù. Si tratta di figure ieratiche con ali chiuse, in uno stile del tutto singolare, che si ripetono sulla facciata nord e sulle colonne della veranda dell'edificio operativo.
Al secondo livello si aprono tre finestroni con archi simili a quelli dei portali, ma con decorazione neogotica in pietra. La finestra centrale ha tre parti bifore, separate tra loro da sottili colonne, le due finestre laterali due ciascuna. Le vetrate appartengono al modernismo moderato. Davanti alle finestre si trova un balcone di rappresentanza che corre lungo tutta la facciata.
Al terzo livello si trova un grande insieme di sculture. Si compone di:
- Lo stemma, che si trova al centro della facciata principale: è un'evoluzione dello stemma originale dell'antico Hospital de la Santa Creu, che segue le stesse linee guida iconografiche, con le differenze che il vecchio stemma non era coronato e gli angeli che lo affiancavano erano inginocchiati. Lo stemma è opera di Eusebi Arnau e appare in cerchio davanti a un mosaico blu e giallo raffigurante la volta celeste, sotto un arco cieco. Spiccano nettamente lo scudo riccamente decorato con le croci e le stanghe su fondo dorato, così come la corona regale e i portascudi, che rappresentano Esculapio con bastone e serpente a destra e Ippocrate, che porta il libro della vita come padre della medicina, a sinistra. Si ergono su due pilastri che rappresentano gli assi del mondo.[13]

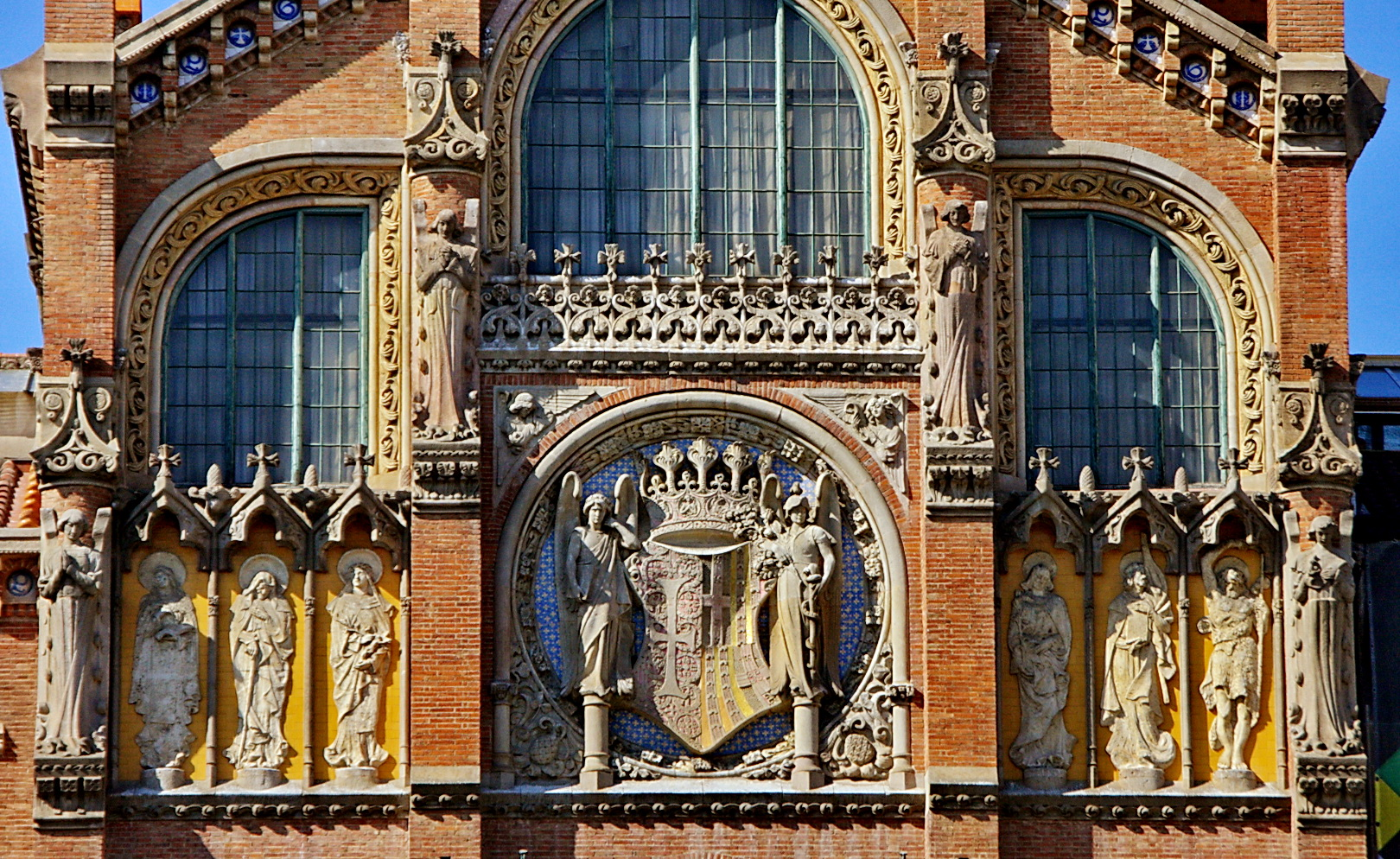
Insieme scultoreo al terzo livello della facciata: lo stemma al centro, fiancheggiato da tre santi patroni maschili e tre femmine e circondato da quattro angeli (Eusebi Arnau e Pedro Gargallo y Catalán)

- Le figure dei santi patroni, tre maschili sul lato est e tre femminili sul lato ovest, rappresentano questi santi: San Giuseppe, San Giacomo il Vecchio e San Giovanni Battista, Santa Teresa d'Avila, Sant'Anna e Santa Caterina da Siena. Domènech aderì anche alla separazione dei sessi che prevaleva in tutto l'ospedale. Si tratta di altorilievi di Pablo Gargallo y Catalán su fondo musivo giallo, che ricordano la doratura degli altari maggiori.[12]
- Gli angeli in piedi, ciascuno collocato sotto un baldacchino sulle quattro lesene ai lati dei santi patroni o in diagonale sopra lo stemma, proteggono il tesoro iconografico di questo livello. Sono anch'essi opera di Pablo Gargallo Catalán, anche se mostrano uno stile più umano rispetto a quelli del piano terra.[14]

Al di sopra dei tre piani dell'edificio si erge la torre dell'orologio, che è coronata da una grande croce. Raggiunge un'altezza di 62 metri sopra il livello stradale e 32 metri sopra l'edificio. Si tratta di un traforo geometrico in pietra sostenuto da quattro contrafforti ad arco in pietra che si ergono su un'architettura concava in mattoni a quattro lati con cinque archi a tutto sesto su ciascun lato, che gli conferiscono l'aspetto di una galleria. A ciascuno dei quattro angoli della torre ci sono sculture di creature alate, opere di Pablo Gargallo. Ognuno di loro siede sotto un baldacchino e tiene in mano un libro, una croce, un'ancora e il tessuto della veste rialzata. Sono interpretati come simboli delle virtù cardinali: giustizia, prudenza, coraggio e moderazione. Su ciascuno dei baldacchini sopra gli angeli seduti ci sono quattro teste di giovani e bambini. La galleria è circondata da una ringhiera traforata con piccoli merli in ceramica a forma di diamante e doccioni a forma di creature fantastiche.
Ci sono quattro busti di donne alla base dell'orologio e un grifone tra ciascuno dei quadranti dell'orologio. Di fronte alla torre dell'orologio, in cima alla facciata principale, si erge un grande angelo della libertà con le ali aperte. Domènech commissionò a Eusebi Arnau la realizzazione delle merlature e degli altri elementi decorativi, mentre commissionò a Gargallo la realizzazione della serie di figure di angeli.

### Gli emblemi
I timpani sopra le finestre della facciata principale contengono gran parte del simbolismo progettato da Domènech. Lo scopo dichiarato è che gli edifici dell'eredità di Pau Gil "siano stati contrassegnati con un contorno fisso e un aspetto proprio, che conferisce all'Hospital de Sant Pau la massima individualità possibile all'interno di un piano fisso". Tra gli emblemi più complessi di origine araldica compaiono:

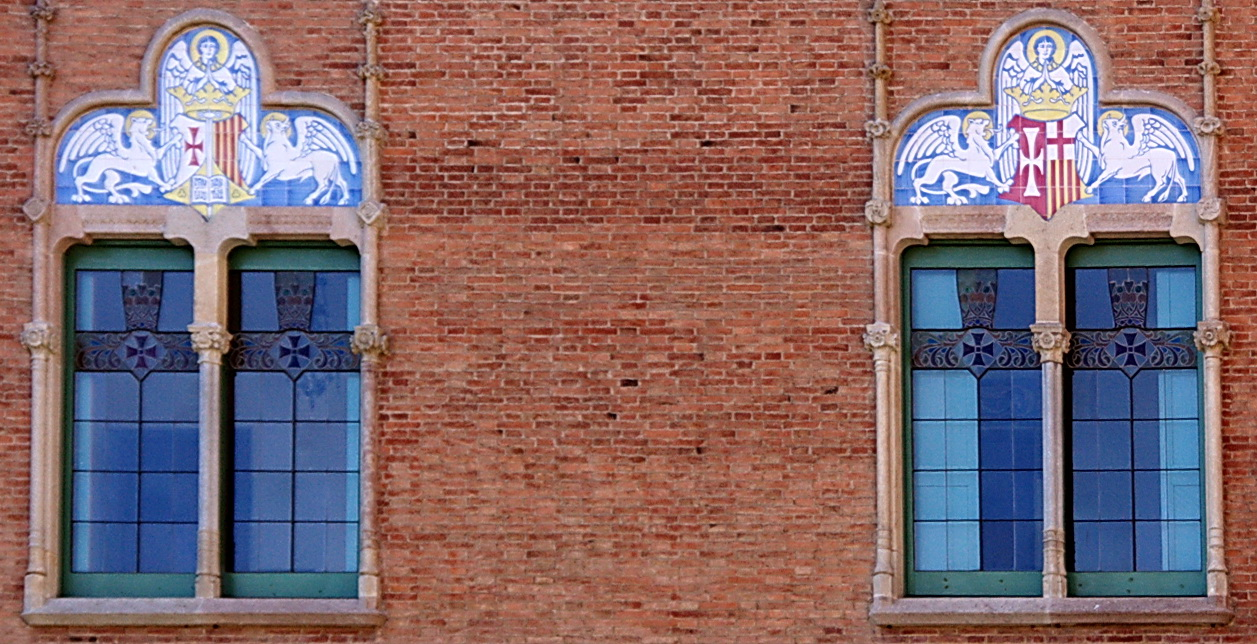
Timpani delle finestre della facciata principale

- uno stemma con tre campi, uno dei quali mostra la croce della zampa in bianco su sfondo rosso, gli altri due i quattro pali e la croce dello stemma di Barcellona.
- che rappresenta i sei ospedali fusi, l'antica croce a zampa dell'Hospital de la Santa Creu con i quattro pali e una spada che simboleggia San Paolo, sotto  un libro aperto con il nome del santo.
- i pali rossi catalani, circondati dalla catena dell'Ordine del Toson d'Oro, in ricordo dell'ammissione dei Conti di Barcellona a questo ordine nel 1445.
- lo stemma di Pau Gil. Su entrambi i lati della spada di San Paolo, le iniziali "P" e "G" sono scritte sopra il libro aperto al posto della croce della zampa e dei paletti.[16]

Nel timpano, questo simbolismo araldico appare in combinazione con gli attributi degli evangelisti: un libro per Matteo, il toro per Luca, il leone per Marco e un angelo che sostituisce l'aquila di Giovanni. Le ali del toro e del leone simboleggiano la spiritualizzazione e il progresso della luce verso l'eternità.

### Il vestibolo
Il vestibolo è un grande ambiente costituito da nove volte – alcune sferiche, altre ellittiche – rivestite di formelle ceramiche disposte a forma di spighe di grano e poggianti su colonne marmoree a base ottagonale e capitello dello stesso tipo con decorazione floreale. I pennacchi pendenti delle volte contengono una serie di emblemi che si possono trovare anche in altre parti del complesso modernista. I 36 pennacchi nel vestibolo combinano undici simboli diversi:
- lo stemma di Barcellona
- i quattro poli rossi catalani
- lo stemma di Parigi – una barca a vela con tre gigli – per la residenza di Pau Gil
- un leone eretto con la scritta "La dicha en la honradez" (La felicità sta nell'onestà), il motto di Banca Gil
- un alfa con l'anno di inizio della costruzione dell'edificio (1905)

un Omega con la data di completamento (1910)
- lo stemma dell'Hospital de la Santa Creu
- lo stemma dell'Hospital de Sant Pau, disegnato da Domènech i Montaner
- la Croce di San Giorgio (Sant Jordi)
- la croce della zampa della Cattedrale di Barcellona
- il cognome del fondatore "Gil"

Due brevi scale conducono al corridoio di collegamento nelle due ali laterali dell'edificio. Questi corridoi sono spazi molto luminosi con grandi finestre che contengono gran parte delle vetrate dell'edificio. Le sue volte sono riccamente decorate con ceramiche con rappresentazioni araldiche realizzate da Pujol i Bausis.

### Lo Scalone d'Onore

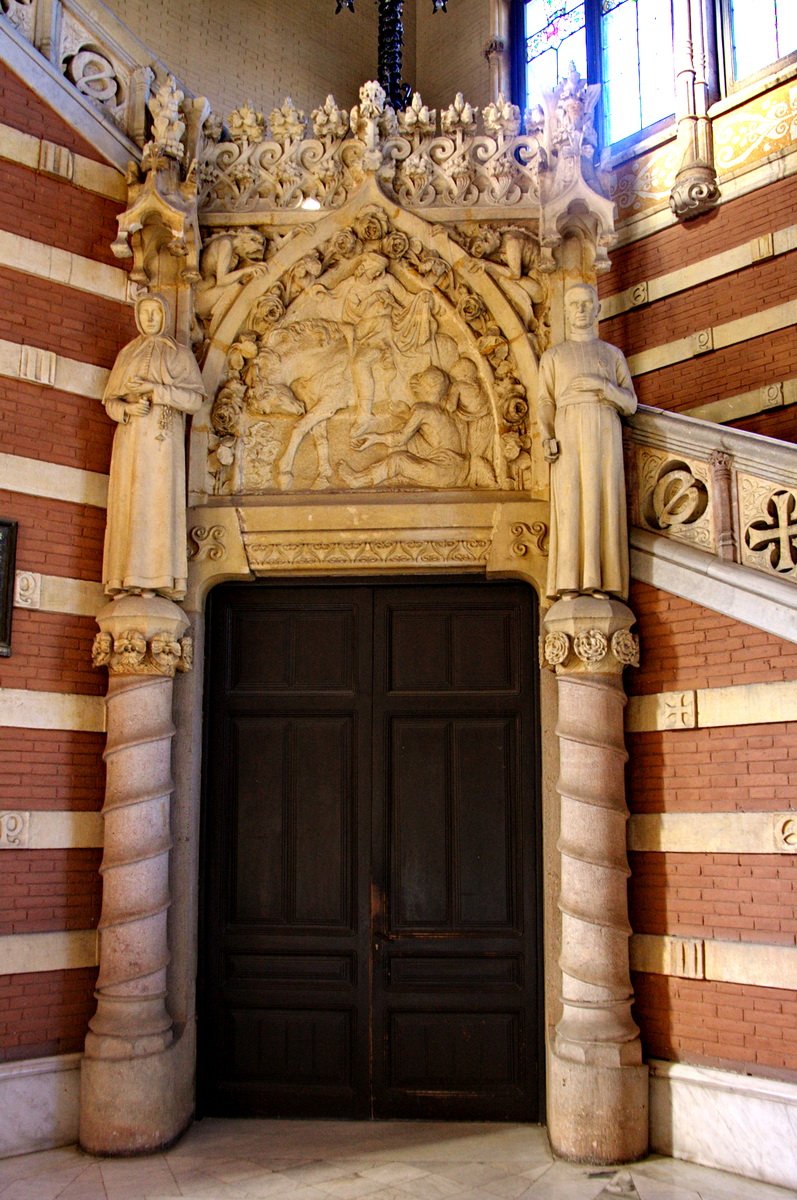
Rilievo di San Martino di Tours ai piedi della scala

A sinistra del vestibolo si trova la stanza dove inizia lo scalone d'onore. Qui spicca la porta d'accesso alla cantina, fiancheggiata da due sculture sotto una tettoia che rappresentano gli ordini religiosi che lavoravano nell'antico ospedale: a destra, i Fratelli della Carità di Santa Croce e a sinistra, le Suore Ospedaliere di Santa Croce. Sopra la porta, nel timpano, un altorilievo raffigura San Martino di Tours a cavallo, che condivide il mantello con i poveri. Il rilievo è alloggiato in una cornice ogivale con decorazione floreale neogotica e due demoni nei pennacchi. L'insieme del 1905 di Pablo Gargallo Catalán è dedicato al santo patrono catalano del XII secolo.

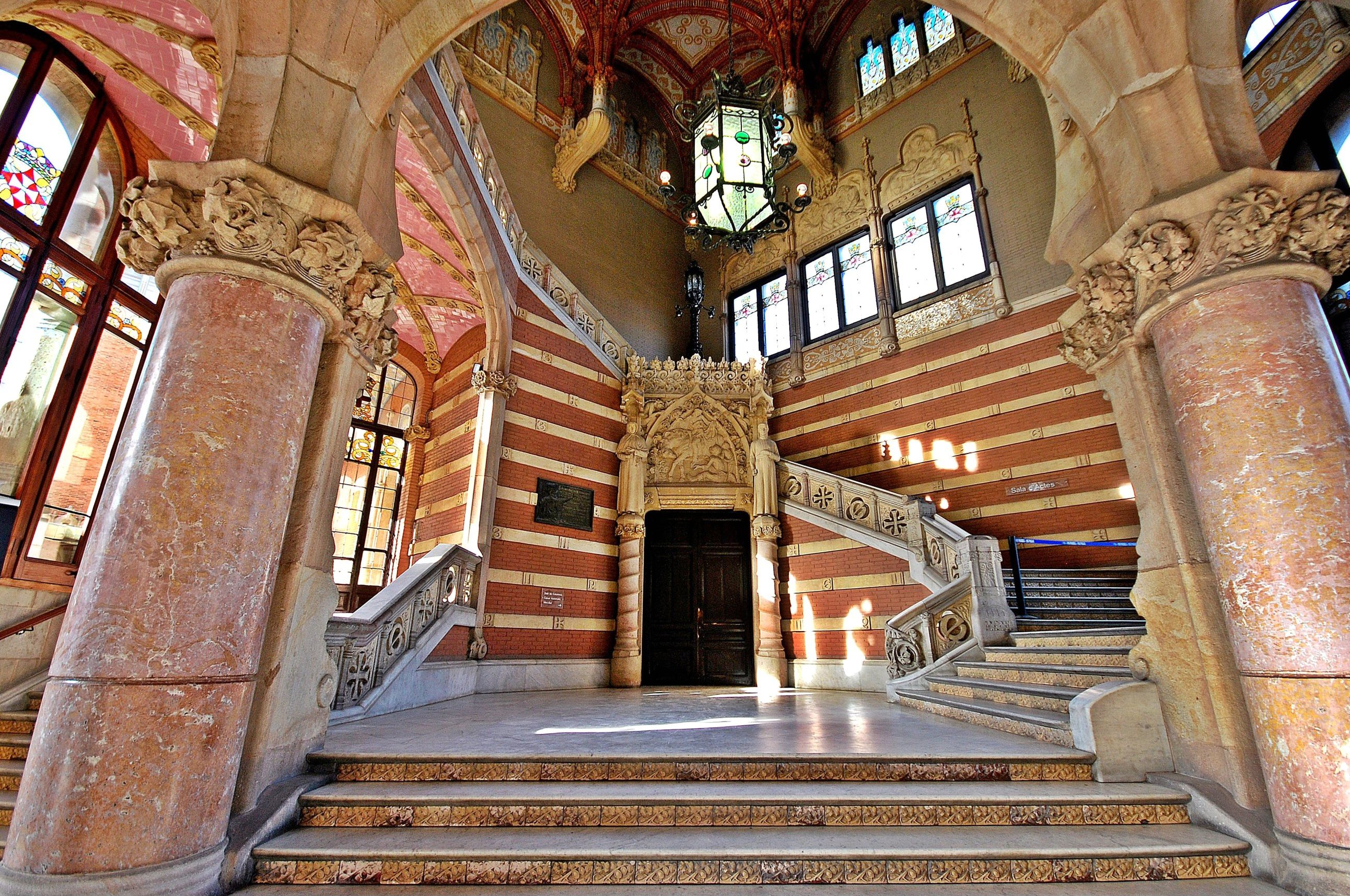
Scalinata dello Scalone d'Onore

Lo scalone d'onore stesso e le sue colonne sono opera di Joaquim Solé. I gradini sono realizzati in marmo di Macael, i gradini d'urto sono rivestiti in ceramica smaltata gialla con un rilievo. La ringhiera in pietra in stile neogotico è costituita da rosoni traforati in cui la "G" del nome del fondatore si alterna alla croce della zampa dell'ospedale. Le pareti sono bicolori, con il rosso della muratura in mattoni alternato a strisce di marmo bianco. Su queste strisce si alternano quattro decorazioni: le iniziali "P" e "G", la croce della zampa e i pali di Barcellona.

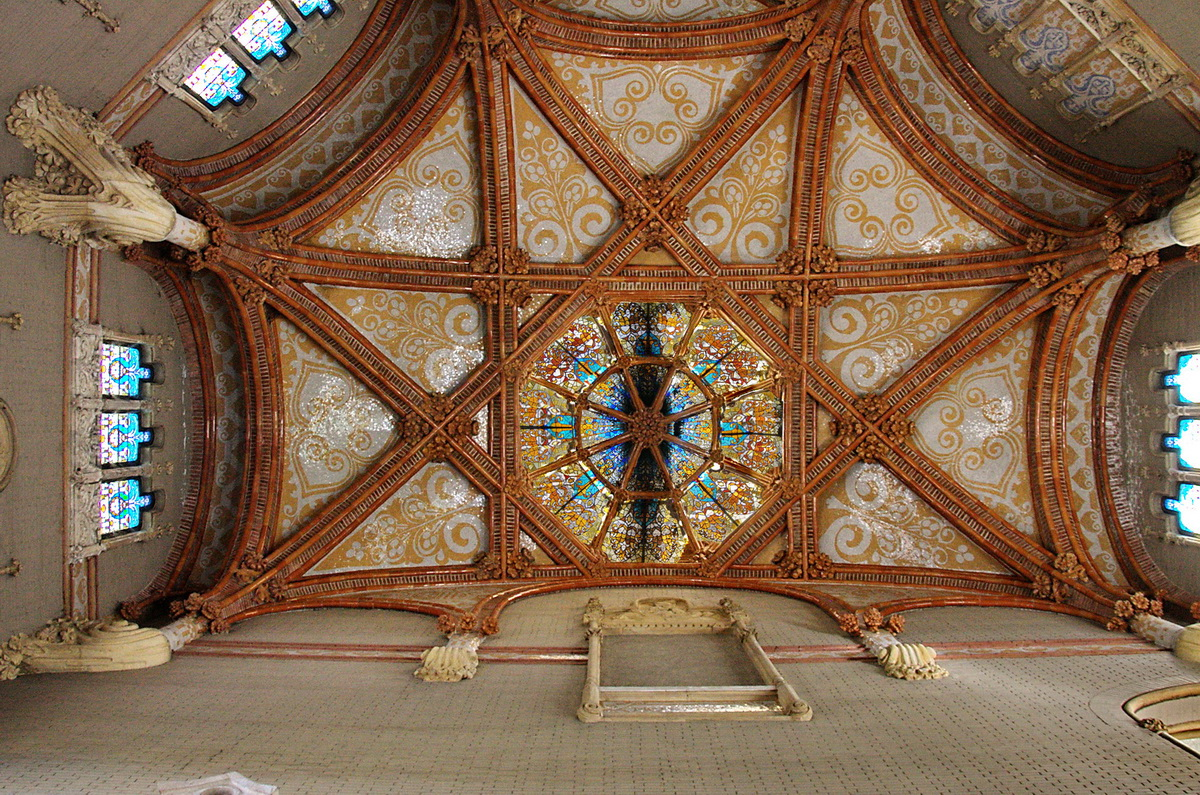
Volta a soffitto dello scalone

La scala è coperta da una volta ottagonale a vela con archi in mattoni smaltati color caramello. Le intersezioni degli archi sono decorate con rilievi floreali in ceramica. I campi del fondo tra gli archi sono riempiti da mosaici giallo-ocra di motivi floreali su fondo bianco, progettati e realizzati da Mario Maragliano i Navone (*1864 a Genova ; †1944 a Barcellona). Infatti, una parte della volta è curva su una delle pareti, in modo che nella vista diretta dal basso si vedano solo sei lati, cinque della stessa dimensione e un sesto, che corrisponde in lunghezza ad altri tre, conferendo alla volta una particolare asimmetria. 

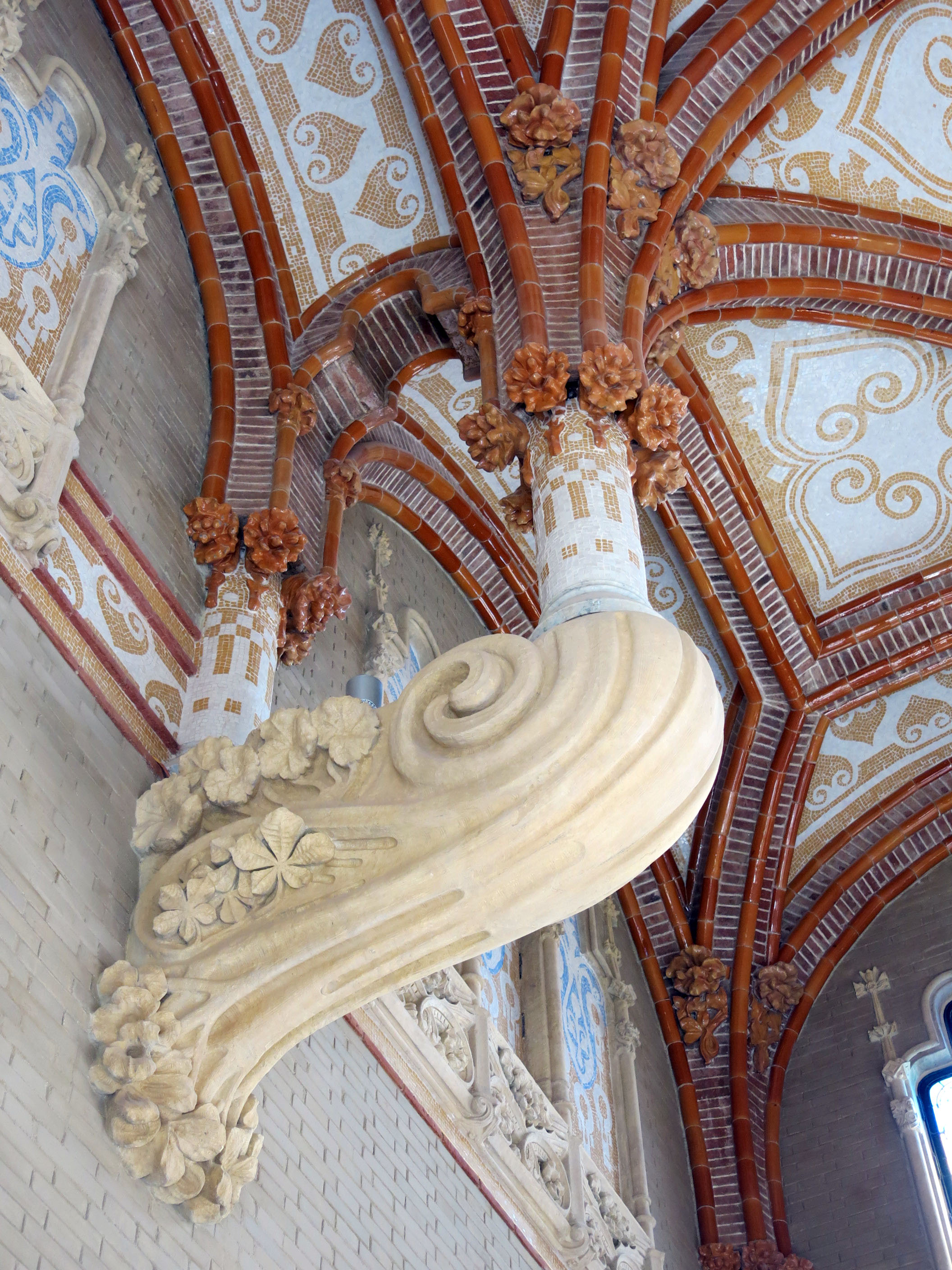
Travi a volta e decori in ceramica

L'intera volta è sorretta da brevi colonne poggianti su grandi mensole in pietra che sembrano bracci che emergono dal muro e terminano in capitelli che mostrano gli stessi elementi floreali in ceramica degli archi a volta.
Al centro della volta si trova una grande vetrata ottagonale, opera dell'artista vetraio Antoni Rigalt i Blanch (*Barcellona 1850; †1914), che doveva senza dubbio essere un'evoluzione della finestra del Palau de la Música Catalana del 1908.
Alla fine delle scale, al primo piano, si trovano i pannelli a rilievo di Pablo Gargallo che mostrano le sette opere di carità in azione.